# Apanteles atylana
Apanteles atylana är en stekelart som beskrevs av Nixon 1965. Apanteles atylana ingår i släktet Apanteles och familjen bracksteklar. Inga underarter finns listade i Catalogue of Life.